# ژائو کارفالیو
ژائو کارفالیو (انگلیسی: João Carvalho؛ زادهٔ ۹ مارس ۱۹۹۷) بازیکن فوتبال اهل پرتغال است.
از باشگاه‌هایی که در آن بازی کرده‌است می‌توان به باشگاه فوتبال بنفیکا و باشگاه فوتبال ناتینگهام فارست اشاره کرد.
وی در تیم‌های ملی فوتبال زیر ۱۶ سال، زیر ۱۷ سال، زیر ۱۸ سال، زیر ۱۹ سال، زیر ۲۰ سال و زیر ۲۱ سال پرتغال بازی کرده‌است.